# Michele Mignani
Michele Mignani (Genova, 30 aprile 1972) è un allenatore di calcio ed ex calciatore italiano, di ruolo difensore, tecnico del Cesena.

## Biografia
I suoi figli Guglielmo (2002) e Carlo (2005) sono anch'essi calciatori.

## Caratteristiche tecniche

### Giocatore
Era un difensore centrale abile nella marcatura e nei contrasti.

### Allenatore
Predilige il modulo 4-3-1-2, ma in alcune occasioni ha schierato le sue squadre con il 4-3-3 e con la difesa a 3.

## Carriera

### Giocatore

#### Gli inizi
Ha esordito in Serie A il 13 gennaio 1991 nella partita Lecce-Sampdoria terminata col risultato di 1-0, vincendo quindi lo scudetto con i doriani, anche se ha giocato solo in quell'occasione con la maglia blucerchiata.

#### Siena
Il giovane Mignani, dopo qualche anno a girovagare prima a Ferrara nella SPAL (con cui arriva a meritare l'ingresso nel giro della Nazionale Under 21, dove totalizzerà 6 gettoni) e quindi in Toscana in diverse città, approda al Siena, dove con il passare degli anni ne diviene il capitano. Intanto sposa una ragazza senese e si stabilisce definitivamente nella città toscana.
Nel 1999-2000 il Siena, che l'anno prima si era salvato dalla retrocessione in serie C2 ai playout, con Antonio Sala in panchina ottiene la promozione, vincendo campionato e poi Supercoppa di serie C contro il Crotone.
Tre anni dopo, in seguito a un'altra salvezza ottenuta dopo aver recuperato 30 punti in 20 partite, il Siena vince nuovamente il torneo successivo, stavolta di Serie B: Mignani segna due gol, di cui uno risulta decisivo, perché vale vittoria e sorpasso sulla Triestina, che perde la testa della classifica e mancherà poi la promozione. Per il Siena si tratta della prima promozione in Serie A dopo cent'anni di storia.
Anche in serie A Siena si affida spesso all'esperienza del suo capitano, che in Bologna-Siena (3-1) firma anche il suo primo e unico gol nella massima divisione. Infine, dopo 10 anni, lascia Siena calcisticamente, nonostante sia oramai diventata, nella vita quotidiana, la sua città. La società decide di onorarlo ritirando la sua maglia numero 4 il 1º febbraio 2006 con un comunicato sul proprio sito ufficiale.

#### Gli ultimi anni
Si trasferisce quindi alla Triestina, dove dopo un solo anno ne diviene capitano.
Ciononostante, per riavvicinarsi a Siena dove ha lasciato la sua casa e la sua famiglia, si trasferisce al Grosseto, sempre in Serie B. Quindi nel 2008, essendo svincolato, decide di andare a chiudere la carriera in Seconda Divisione pur di tornare a Siena: accetta così di trasferirsi al Poggibonsi, ad appena venti chilometri dalla sua città.

### Allenatore

#### Gli inizi
A giugno 2009 si ritira dal calcio professionistico e successivamente intraprende la carriera di allenatore, allenando gli allievi nazionali del Siena e successivamente la formazione "Primavera".
Il 5 luglio 2012 acquisisce a Coverciano il titolo di allenatore di Prima Categoria UEFA Pro e quindi il diritto di ricoprire il ruolo di tecnico in una squadra della massima serie.
Dopo il fallimento del Siena, si trasferisce al Latina nello staff tecnico di Mario Beretta, restando nel club laziale anche dopo l'esonero di quest'ultimo, collaborando con Roberto Breda.

#### Olbia
L'8 gennaio 2016 viene ingaggiato come tecnico dell'Olbia, militante in Serie D, in sostituzione dell'esonerato Oberdan Biagioni. Ingaggiato quando la squadra era al decimo posto, nel girone di ritorno risale le posizioni e si qualifica ai playoff da quinta classificata. In semifinale affronta il Grosseto, seconda classificata, vincendo in Toscana per 2-1. In finale, nel derby sardo contro la Torres, vince a Sassari per 1-0, conquistando l'accesso alle graduatorie per i ripescaggi in Lega Pro.
La squadra viene poi ripescata e Mignani è confermato alla guida tecnica dei sardi anche per la stagione successiva. Il 5 marzo 2017, dopo 6 sconfitte consecutive, è esonerato e sostituito da Simone Tiribocchi.

#### Siena
Il 1º giugno 2017 diventa il nuovo allenatore del Siena in Serie C, facendo così ritorno nella squadra toscana come allenatore della prima squadra.. La prima stagione termina con il secondo posto del girone e la disputa dei playoff, nei quali perde in finale contro il Cosenza. La seconda stagione termina col sesto posto e l'eliminazione al secondo turno preliminare dei playoff. Il 20 maggio 2019 viene comunicata l'interruzione del rapporto con la società toscana.

#### Modena
Il 25 novembre 2019 subentra a Mauro Zironelli sulla panchina del Modena in Serie C, con la squadra all'undicesimo posto.
Dopo aver dato un gioco alla squadra, una solidità difensiva e aver conseguito risultati di rilievo, riesce a portare la squadra fino alla zona playoff, anche se alla fine del campionato si classificherà al nono posto.
Il 21 maggio 2020 gli viene rinnovato il contratto per un altro anno insieme al suo vice Simone Vergassola. Nella stagione 2020-2021 si piazza quarto nel girone B, qualificandosi ai playoff, dove viene eliminato al primo turno della fase nazionale per mano dell’AlbinoLeffe. L'11 giugno 2021 la società emiliana comunica che non gli verrà prolungato il contratto.

#### Bari e Palermo
Il 17 giugno 2021 viene nominato nuovo tecnico del Bari, in Serie C, con cui sottoscrive un contratto annuale. Dopo una stagione condotta saldamente in testa alla classifica fin dall'inizio, il 3 aprile 2022, grazie alla vittoria per 1-0 sul campo del Latina, l'allenatore ottiene la promozione diretta in Serie B con tre giornate d'anticipo, riportando i galletti in serie cadetta dopo quattro anni.
Il 30 giugno 2022 viene ufficializzato il rinnovo del contratto di Mignani e di tutti gli altri membri del suo staff tecnico con la società pugliese fino al 2024. In serie cadetta arriva terzo con 65 punti, qualificandosi per le semifinali dei playoff, dove elimina il Südtirol, approdando poi alla finale contro il Cagliari; sarà però quest'ultimo a risultare promosso in Serie A dopo l'1-1 in Sardegna e la vittoria per 0-1 a Bari nei minuti di recupero.
Nonostante la delusione della sconfitta nella finale dei playoff, il 27 luglio 2023 rinnova il contratto con il Bari fino al 30 giugno 2025. Tuttavia il 9 ottobre seguente, dopo aver collezionato 10 punti in nove giornate, frutto di una sola vittoria, sette pareggi e una sconfitta, e con la squadra biancorossa al dodicesimo posto in classifica, viene sollevato dall'incarico.
Il 3 aprile 2024 viene nominato nuovo tecnico del Palermo, in quel momento sesto in Serie B, in sostituzione dell'esonerato Eugenio Corini. Termina il campionato al sesto posto, con sette punti raccolti in sette partite; ai playoff, dopo avere eliminato la Sampdoria al primo turno, i siciliani vengono eliminati dal Venezia in semifinale. Il 6 giugno 2024 viene annunciata la sua separazione dal club rosanero al termine della stagione.

#### Cesena
Il 20 giugno 2024 viene nominato nuovo tecnico del Cesena, neopromosso in Serie B, sottoscrivendo un contratto biennale. L'allenatore ligure si piazza al settimo posto con 53 punti e ai play-off è eliminato al primo turno per mano del Catanzaro.

## Statistiche

### Presenze e reti nei club
| Stagione         | Squadra          | Campionato       | Campionato | Campionato | Coppe nazionali | Coppe nazionali | Coppe nazionali | Coppe continentali | Coppe continentali | Coppe continentali | Altre coppe | Altre coppe | Altre coppe | Totale | Totale |
| Stagione         | Squadra          | Comp             | Pres       | Reti       | Comp            | Pres            | Reti            | Comp               | Pres               | Reti               | Comp        | Pres        | Reti        | Pres   | Reti   |
| ---------------- | ---------------- | ---------------- | ---------- | ---------- | --------------- | --------------- | --------------- | ------------------ | ------------------ | ------------------ | ----------- | ----------- | ----------- | ------ | ------ |
| 1990-1991        | Sampdoria        | A                | 1          | 0          | CI              | 1               | 0               | -                  | -                  | -                  | -           | -           | -           | 2      | 0      |
| 1991-1992        | SPAL             | C1               | 0          | 0          | -               | -               | -               | -                  | -                  | -                  | -           | -           | -           | 0      | 0      |
| 1992-1993        | SPAL             | B                | 16         | 0          | CI              | 1               | 0               | -                  | -                  | -                  | -           | -           | -           | 17     | 0      |
| 1993-1994        | Monza            | B                | 16         | 0          | CI              | 1               | 0               | -                  | -                  | -                  | -           | -           | -           | 17     | 0      |
| 1994-1995        | Pistoiese        | C1               | 31+3       | 2          | -               | -               | -               | -                  | -                  | -                  | -           | -           | -           | 34     | 2      |
| 1995-1996        | Lucchese         | B                | 26         | 0          | CI              | 2               | 0               | -                  | -                  | -                  | -           | -           | -           | 28     | 0      |
| 1996-1997        | Siena            | C1               | 29         | 2          | -               | -               | -               | -                  | -                  | -                  | -           | -           | -           | 29     | 2      |
| 1997-gen. 1998   | Castel di Sangro | B                | 12         | 0          | CI              | 3               | 0               | -                  | -                  | -                  | -           | -           | -           | 15     | 0      |
| gen.-giu. 1998   | Siena            | C1               | 5          | 0          | -               | -               | -               | -                  | -                  | -                  | -           | -           | -           | 5      | 0      |
| 1998-1999        | Siena            | C1               | 23+2       | 0          | -               | -               | -               | -                  | -                  | -                  | -           | -           | -           | 25     | 0      |
| 1999-2000        | Siena            | C1               | 31         | 2          | -               | -               | -               | -                  | -                  | -                  | S-C1        | 2           | 0           | 33     | 2      |
| 2000-2001        | Siena            | B                | 34         | 0          | CI              | 2               | 0               | -                  | -                  | -                  | -           | -           | -           | 36     | 0      |
| 2001-2002        | Siena            | B                | 33         | 0          | CI              | 7               | 0               | -                  | -                  | -                  | -           | -           | -           | 40     | 0      |
| 2002-2003        | Siena            | B                | 36         | 2          | CI              | 2               | 0               | -                  | -                  | -                  | -           | -           | -           | 38     | 2      |
| 2003-2004        | Siena            | A                | 31         | 1          | CI              | 2               | 0               | -                  | -                  | -                  | -           | -           | -           | 33     | 1      |
| 2004-2005        | Siena            | A                | 14         | 0          | CI              | 1               | 0               | -                  | -                  | -                  | -           | -           | -           | 15     | 0      |
| 2005-gen. 2006   | Siena            | A                | 3          | 0          | CI              | 1               | 0               | -                  | -                  | -                  | -           | -           | -           | 4      | 0      |
| Totale Siena     | Totale Siena     | Totale Siena     | 241        | 7          |                 | 15              | 0               |                    | -                  | -                  |             | 2           | 0           | 258    | 7      |
| gen.-giu. 2006   | Triestina        | B                | 15         | 1          | CI              | -               | -               | -                  | -                  | -                  | -           | -           | -           | 15     | 1      |
| 2006-2007        | Triestina        | B                | 20         | 1          | CI              | 3               | 0               | -                  | -                  | -                  | -           | -           | -           | 23     | 1      |
| Totale Triestina | Totale Triestina | Totale Triestina | 35         | 2          |                 | 3               | 0               |                    | -                  | -                  |             | -           | -           | 38     | 2      |
| 2007-2008        | Grosseto         | B                | 29         | 0          | CI              | 1               | 0               | -                  | -                  | -                  | -           | -           | -           | 30     | 0      |
| 2008-2009        | Poggibonsi       | 2D               | 28+1       | 0          | -               | -               | -               | -                  | -                  | -                  | -           | -           | -           | 29     | 0      |
| Totale carriera  | Totale carriera  | Totale carriera  | 439        | 9          |                 | 27              | 0               |                    | -                  | -                  |             | 2           | 0           | 468    | 9      |

### Statistiche da allenatore
Statistiche aggiornate al 17 maggio 2025. In grassetto le competizioni vinte.
| Stagione        | Squadra         | Campionato      | Campionato | Campionato | Campionato | Campionato | Coppe nazionali | Coppe nazionali | Coppe nazionali | Coppe nazionali | Coppe nazionali | Coppe continentali | Coppe continentali | Coppe continentali | Coppe continentali | Coppe continentali | Altre coppe | Altre coppe | Altre coppe | Altre coppe | Altre coppe | Totale | Totale | Totale | Totale | % Vittorie | Piazzamento      |
| Stagione        | Squadra         | Comp            | G          | V          | N          | P          | Comp            | G               | V               | N               | P               | Comp               | G                  | V                  | N                  | P                  | Comp        | G           | V           | N           | P           | G      | V      | N      | P      | %          | Piazzamento      |
| --------------- | --------------- | --------------- | ---------- | ---------- | ---------- | ---------- | --------------- | --------------- | --------------- | --------------- | --------------- | ------------------ | ------------------ | ------------------ | ------------------ | ------------------ | ----------- | ----------- | ----------- | ----------- | ----------- | ------ | ------ | ------ | ------ | ---------- | ---------------- |
| dic. 2015-2016  | Olbia           | D               | 16+2       | 9+2        | 6          | 1          | CI-D            | -               | -               | -               | -               | -                  | -                  | -                  | -                  | -                  | -           | -           | -           | -           | -           | 18     | 11     | 6      | 1      | 61,11      | Sub., 5º (prom.) |
| 2016-mar. 2017  | Olbia           | LP              | 28         | 9          | 4          | 15         | CI-LP           | 2               | 1               | 1               | 0               | -                  | -                  | -                  | -                  | -                  | -           | -           | -           | -           | -           | 30     | 10     | 5      | 15     | 33,33      | Eson.            |
| Totale Olbia    | Totale Olbia    | Totale Olbia    | 46         | 20         | 10         | 16         |                 | 2               | 1               | 1               | 0               |                    | -                  | -                  | -                  | -                  |             | -           | -           | -           | -           | 48     | 21     | 11     | 16     | 43,75      |                  |
| 2017-2018       | Siena           | C               | 36+5       | 20+2       | 7          | 9+3        | CI-C            | 2               | 0               | 2               | 0               | -                  | -                  | -                  | -                  | -                  | -           | -           | -           | -           | -           | 43     | 22     | 9      | 12     | 51,16      | 2º               |
| 2018-2019       | Siena           | C               | 37+1       | 16         | 15         | 6+1        | CI+CI-C         | 2+1             | 1+0             | 0+1             | 1+0             | -                  | -                  | -                  | -                  | -                  | -           | -           | -           | -           | -           | 41     | 17     | 16     | 8      | 41,46      | 6º               |
| Totale Siena    | Totale Siena    | Totale Siena    | 79         | 38         | 22         | 19         |                 | 5               | 1               | 3               | 1               |                    | -                  | -                  | -                  | -                  |             | -           | -           | -           | -           | 84     | 39     | 25     | 20     | 46,43      |                  |
| nov. 2019-2020  | Modena          | C               | 11+1       | 6          | 2          | 3+1        | CI-C            | -               | -               | -               | -               | -                  | -                  | -                  | -                  | -                  | -           | -           | -           | -           | -           | 12     | 6      | 2      | 4      | 50,00      | Sub., 9º         |
| 2020-2021       | Modena          | C               | 38+2       | 21+1       | 7          | 10+1       | CI              | 1               | 0               | 0               | 1               | -                  | -                  | -                  | -                  | -                  | -           | -           | -           | -           | -           | 41     | 22     | 7      | 12     | 53,66      | 4º               |
| Totale Modena   | Totale Modena   | Totale Modena   | 52         | 28         | 9          | 14         |                 | 1               | 0               | 0               | 1               |                    | -                  | -                  | -                  | -                  |             | -           | -           | -           | -           | 53     | 28     | 9      | 16     | 52,83      |                  |
| 2021-2022       | Bari            | C               | 36         | 22         | 9          | 5          | CI-C            | 1               | 0               | 0               | 1               | -                  | -                  | -                  | -                  | -                  | SC-C        | 2           | 0           | 1           | 1           | 39     | 22     | 10     | 7      | 56,41      | 1º (prom.)       |
| 2022-2023       | Bari            | B               | 38+4       | 17+1       | 14+1       | 7+2        | CI              | 3               | 2               | 0               | 1               | -                  | -                  | -                  | -                  | -                  | -           | -           | -           | -           | -           | 45     | 20     | 15     | 10     | 44,44      | 3º               |
| lug.-ott. 2023  | Bari            | B               | 9          | 1          | 7          | 1          | CI              | 1               | 0               | 0               | 1               | -                  | -                  | -                  | -                  | -                  | -           | -           | -           | -           | -           | 10     | 1      | 7      | 2      | 10,00      | Eson.            |
| Totale Bari     | Totale Bari     | Totale Bari     | 87         | 41         | 31         | 15         |                 | 5               | 2               | 0               | 3               |                    | -                  | -                  | -                  | -                  |             | 2           | 0           | 1           | 1           | 94     | 43     | 32     | 19     | 45,74      |                  |
| apr.-giu. 2024  | Palermo         | B               | 7+3        | 1+1        | 4          | 2+2        | CI              | -               | -               | -               | -               | -                  | -                  | -                  | -                  | -                  | -           | -           | -           | -           | -           | 10     | 2      | 4      | 4      | 20,00      | Sub., 6º         |
| 2024-2025       | Cesena          | B               | 38+1       | 14         | 11         | 13+1       | CI              | 4               | 3               | 0               | 1               | -                  | -                  | -                  | -                  | -                  | -           | -           | -           | -           | -           | 43     | 17     | 11     | 15     | 39,53      | 7º               |
| 2025-2026       | Cesena          | B               | 0          | 0          | 0          | 0          | CI              | 1               | 0               | 1               | 0               | -                  | -                  | -                  | -                  | -                  | -           | -           | -           | -           | -           | 1      | 0      | 1      | 0      | &0,00      | in corso         |
| Totale Cesena   | Totale Cesena   | Totale Cesena   | 39         | 14         | 11         | 14         |                 | 5               | 3               | 1               | 1               |                    | -                  | -                  | -                  | -                  |             | -           | -           | -           | -           | 44     | 17     | 12     | 15     | 38,64      |                  |
| Totale carriera | Totale carriera | Totale carriera | 313        | 143        | 87         | 83         |                 | 18              | 7               | 5               | 6               |                    | -                  | -                  | -                  | -                  |             | 2           | 0           | 1           | 1           | 333    | 150    | 93     | 90     | 45,05      |                  |

## Palmarès

### Giocatore

#### Club

##### Competizioni nazionali
- Campionato italiano: 1

Sampdoria: 1990-1991
- Campionato italiano Serie C1: 2

SPAL: 1991-1992 (girone A)
Siena: 1999-2000 (girone A)
- Supercoppa di Serie C: 1

Siena: 2000
- Campionato italiano di Serie B: 1

Siena: 2002-2003

### Allenatore

#### Club

##### Competizioni nazionali
- Serie C: 1

Bari: 2021-2022 (girone C)